# パプアソデグロバト

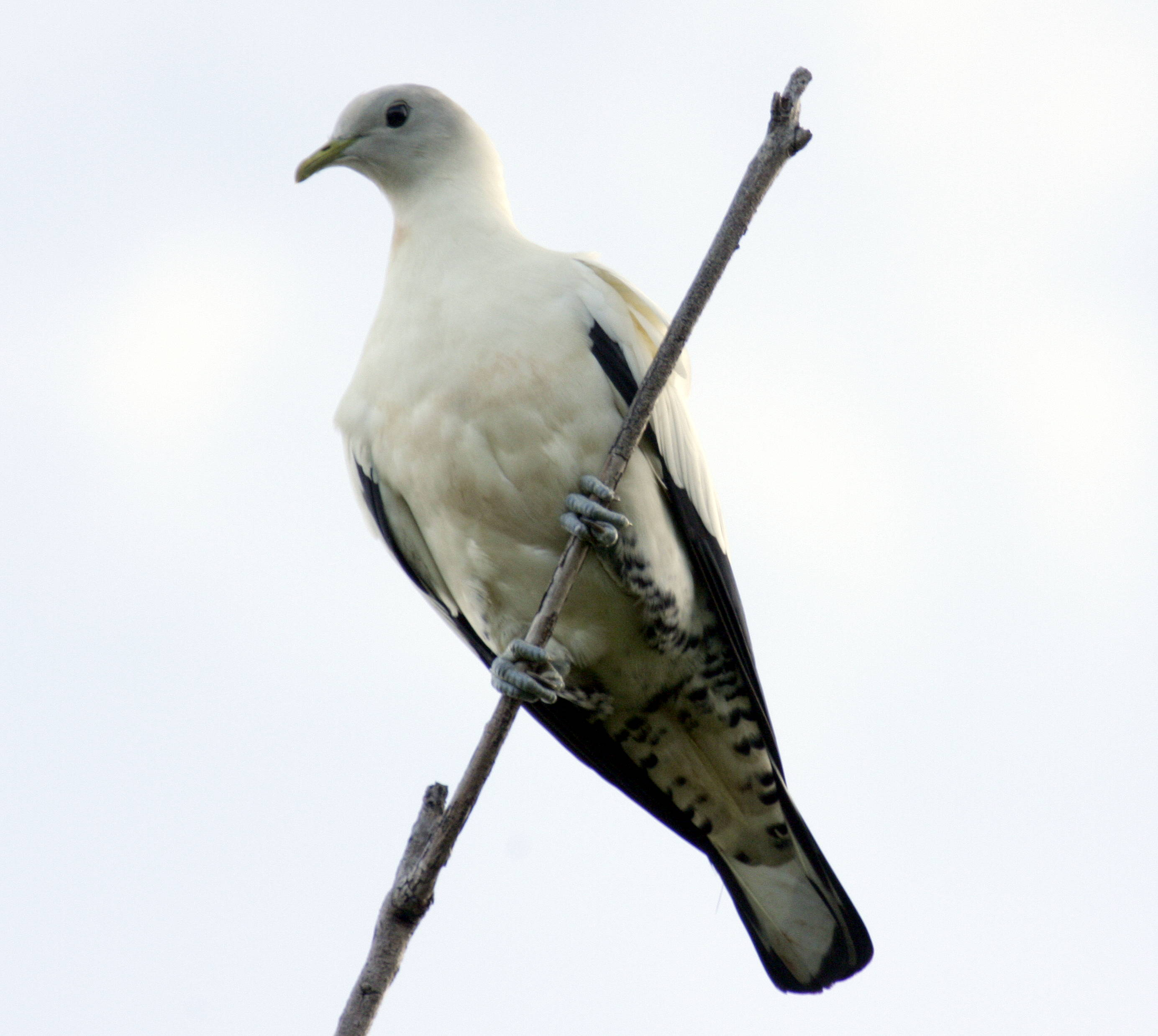
パプアソデグロバト
（クイーンズランド州ケアンズ）

パプアソデグロバト（パプア袖黒鳩、Ducula spilorrhoa）は、ハト目ハト科に属する比較的大型の鳥類であり、白と黒の羽衣（うい）を持つ。英名は Torresian Imperial-Pigeon であるが、"nutmeg pigeon" または "Torres Strait pigeon" の名でも知られる。また、 ソデグロバト（英: Pied Imperial-Pigeon） Ducula bicolor と同一の種として記されることもある。

## 分布
オーストラリア（西オーストラリア州北-東部、ノーザンテリトリー北部、トレス海峡諸島を含むクイーンズランド州北部）、ニューギニア島、アルー諸島、チェンデラワシ湾の島々、ダントルカストー諸島、ルイジアード諸島の森林、疎林、サバンナ、マングローブ林、低木林に生息する。また、オーストラリアのニューサウスウェールズ州では迷鳥として記録されている。知られる限りにおいて、ほとんどの個体群は留鳥もしくはわずかに局所的な移動をするとされるが、クイーンズランド州の個体は2-4月にニューギニアに向けて出発し、7-8月に戻ってくる。

## 形態
パプアソデグロバトは、大型のふっくらしたハト類であり、全長38-44cm、翼開長45cm。全体的に白色ないし淡黄色で、飛行羽（風切羽）と尾（尾羽）の一部は黒く、下尾筒にも黒い斑点がある。くちばしは淡色で、目は黒い。果実を食べることで、頭部が褐色に汚れていることがある。

## 生態

### 飛翔
飛翔は、一般的なハト類の特徴のとおり、速くかつ真っ直ぐで、規則正しい羽ばたきに時折翼を軽く打ち下ろす。雄のディスプレイでは、急速に飛び上がって、一時停空し、前方に傾くと、下に向かって滑空する。

### 繁殖
雌は、木に乱雑な枝の巣をつくって、43×30mmとなる1個の白色の卵を産み、26-28日には孵化する。雛（ひな）はその後 3週間で巣立つ。オーストラリアでは、ブルックアイランズ (Brook Islands) のような、沖合の島の、マングローブ、つる植物、ヤシの葉に、8月から1月にかけて繁殖する。

### 採食
クイーンズランド州北-東部では、果実を食べるために島々から本土の多雨林へと群れのように毎日移動し、夕暮れになると島々に戻ってくる。本種は樹上性のハトであり、ほとんど果実だけを専門に食べる。かなり大きな種子とともに果実を飲み込むことができ、果肉がはがれた種子は、大きさに応じて吐き戻すかまたはそのまま排泄される。

### 鳴き声
本種による鳴き声には、深みのある"coo-woo"、"mrrrooooo" や、"roo-ca-hoo"、低いうめき声のような "up-ooooo" などがある。

## 分類

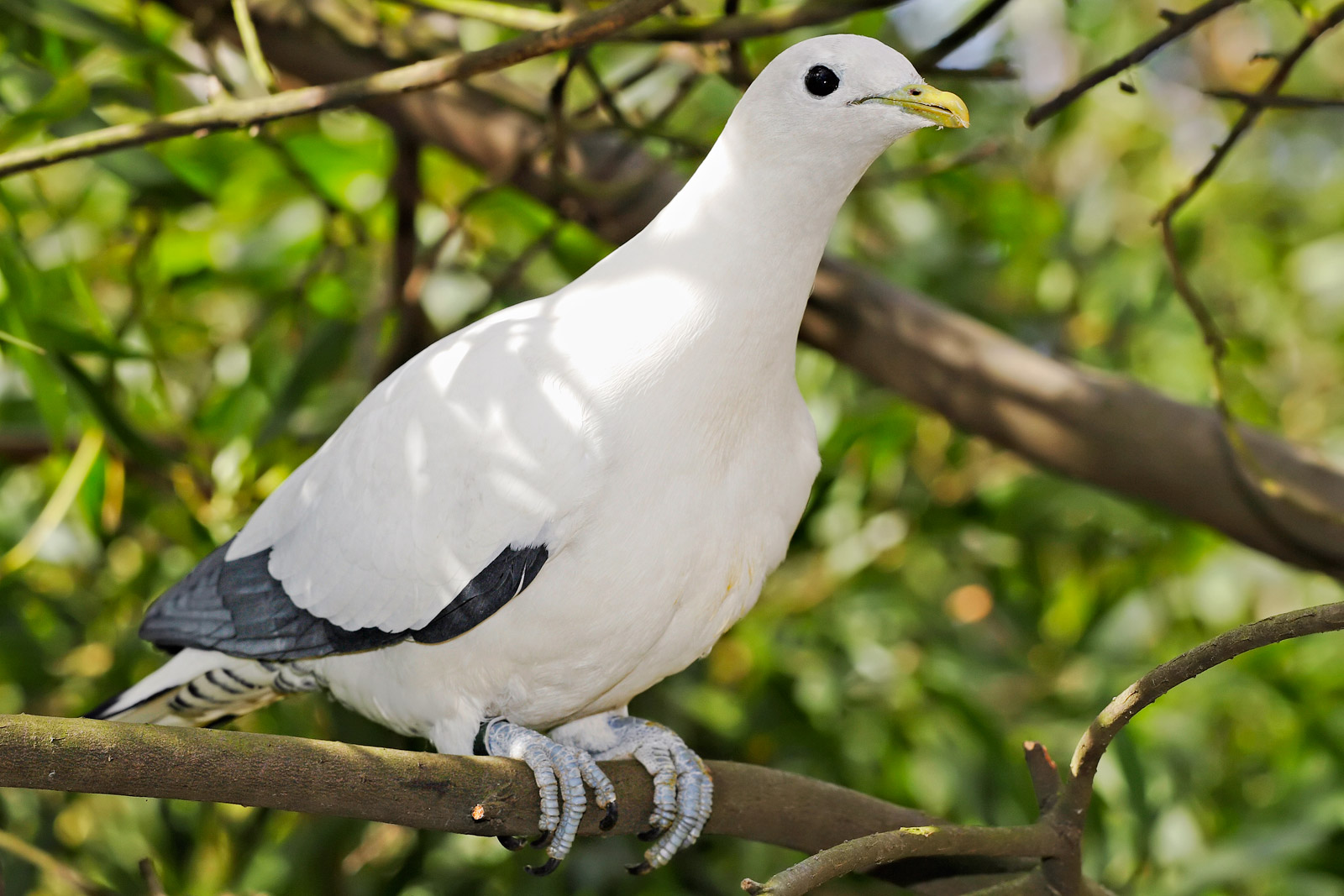
パプアソデグロバト
（メルボルン動物園）
くちばしは緑色みのある黄色で、下尾筒に黒い斑点が見える。

本種の分類については混乱があり、未だ明確になされていない。本種は時にソデグロバトの亜種と考えられてきた。独立種とした場合も、パプアソデグロバトの亜種の数は不確定なままである。2亜種として D. s. spilorrhoa （基亜種）とキンバリー地域の D. s. constans によく分類されるが、後者は時に前者の後行シノニム (junior synonym) と見なされる。あるいは、それを別種「キンバリーミカドバト」 英: "Kimberley imperial-pigeon" D. constans (Bruce, 1989) とすべきであるとも唱えられている。
2つの追加分類群として、ビスマルク諸島の subflavescens とモルッカ諸島の melanura がパプアソデグロバトに結び付けられている。前者は独特の黄色みのある羽衣に、くちばしの基部半分が青みを帯びており、クレメンツにおいては本種の亜種と見なされるが、別種キイロソデグロバト（英: Yellowish Imperial Pigeon  または Yellow-tinted Imperial-Pigeon） D. subflavescens として扱われることが次第に多くなっている。melanura は最近、専門家によってソデグロバトのもとに置かれるが、下尾筒に黒い斑点がありパプアソデグロバトと同様の緑色みのある黄色のくちばしを持つ。しかしまた melanura は、パプアソデグロバトより尾の先の黒色が明らかに広い。

## 保全状況評価

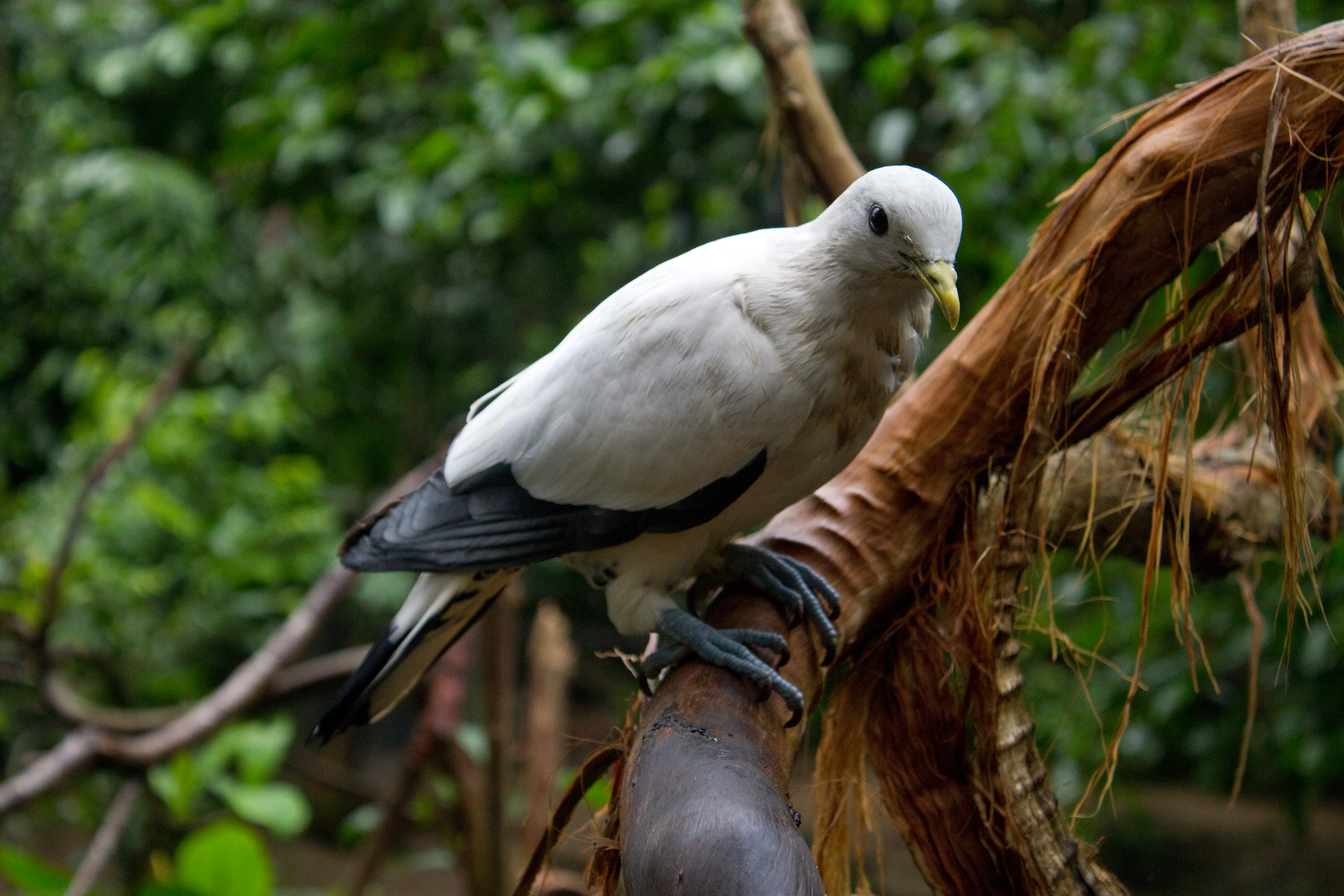
パプアソデグロバト
（クイーンズランド州）

本種は、かつてオーストラリアのケアンズに大きなコロニー（集団繁殖地）があった。エドマンド・バンフィールド (Edmund Banfield)  は1908年に、ダンク島には、2マイルにもおよぶコロニーがあり、「全10万羽が朝夕行き交う」と記した。それは1982年にハロルド・フリスによって記載され、「熱帯地方の偉大な鳥類学的経験の一つ」としてこれらの隊列について述べている。しかし、19世紀から20世紀初頭には、有害種ないし娯楽的狩猟の容易な標的として捉えられ、質的虐殺の対象となった。Margaret & Arthur Thorsborne のような保全活動家が本種を保護し、その数の監視活動を指揮する前に、個体群は急速に減少した。
個体数は、現在徐々に増加しており、オーストラリアにおける保全状況は推定3万羽とされる。本種は、その分布域の各地方においてほとんどが一般的状態にあり、そのことからバードライフ・インターナショナルおよびIUCN　（国際自然保護連合）により軽度懸念 (LC) に分類されている。